# Требигильд
Требиги́льд (др.-греч. Τριβιγίλδου, Τριβίγιλδου), или Требига́льд (др.-греч. Τριγιβίλδος), или Тирви́нгал (др.-греч. Τιρβιγγίλου), или Арги́вол (др.-греч. Ἀργίβολος); ? — ок. 400) — византийский полководец, военный магистр IV века.

## Биография
Требигильд — гот по происхождению, стал римским подданным, был на воинской службе у императора Восточной Римской империи — Аркадия. Он занимал должность тысяченачальника (хилиарха) или военного магистра и командовал войсками, стоявшими во Фригии. Войска состояли в основной массе из варваров — из готов; готы становились римским подданным и поступли на воинскую службу к императору после того как гунны в 370-годы начали вытеснять готов из мест их обитания. Трибигильд, как пишет историк Зосим, был отчаянным смельчаком и был готов на любое лихое дело.
В это время в Константинополе на должности военного магистра был другой гот — Гайна. Требигильд и Гайна заключают тайный союз, целью которого было восстание и захват власти в столице. В этом союзе Гайна был старшим, а Требигильд должен был быть помогающим. Трибигильд покинул Константинополь, делая вид, что направляется во Фригию, чтобы сделать смотр перед своими войсками. Когда же Требигильд принял командование над ними, он начал убивать мужчин, женщин и детей, и грабя всё на своем пути. Трибигильд разорил Лидию, собрал огромное войско и вся Азия оказалась в серьезной опасности. Император Аркадий передал контроль над всем государством евнуху Евтропию, а последний назначил Гайну и Льва полководцами. Лев отправился в Азию, чтобы напасть на войско Требигильда, а войско Гайны должно было встретить врагов во Фракии и на Геллеспонте. Лев не имел военного опыта, а был лишь другом Евтропия.
Гайна, который был в тайном союзе с Трибигильдом, отдал приказ Трибигильду вести его войско к Геллеспонту, а своё войско повёл к Константинополю. Трибигильд решил не идти к Геллеспонту из страха поражения, а отправился грабить Писидию. Гайна со своим войском опустошил окрестности столицы, понёс значительные потери и отступил. Во время военных событий Гайна делал вид, что он активно воюет с Трибигильдом; но на самом деле Гайна помогал постоянно Трибигильду, каждый раз спасая его армию от разгрома. Гайна постоянно хвалился своими успехами перед императором, а также терроризировал сенат и весь двор своими угрозами, что Трибигильд нападет на область Геллеспонта и разорит всё, если только император серьезно не задумается над требованиями врага.
План Гайны состоял в том, чтобы скрыть свои собственные намерения, он хотел достичь своих целей путем уступок Трибигильду. Находясь в действующей армии, Гайна решил уничтожить Евтропия руками василевса. Для этой цели он посылает к императору письмо, в котором пишет о том, что он не может победить сильного противника Трибигильда из-за того, что ему мешает Евтропий — виновник всех бедствий. Поддавшись уговорам Гайны, император арестовывает Евтропия и ссылает его на Кипр. Гайна настаивает на том, что пока Евтропий не будет устранен с пути, то Трибигильд не уступит в переговорах. Аркадий привозит Евтропия с Кипра, отправляет его в Халкидон, а затем евнуха Евтропия убивают. После смерти Евтропия Гайна отправил посольство к Трибигильду, извещая его о том, что желание их исполняется. Император наконец понимает, что Гайна действует в союзе с Трибигильдом, но василевс бессилен и вынужден идти на постоянные уступки по отношению к Гайне.
В итоге готы двумя корпусами — Гайна на Вифинию, Трибигильд — на Геллеспонт, пошли в наступление, грабя всё на своем пути. После того как Гайна взял Халкидон, а Трибигильд — окрестности Лампсака, Константинополь и вся Восточная Римская империя оказались в большой опасности. Гайна требует к себе императора для переговоров. В Халкидоне василевс и Гайна договорились о том, что Гайна и Трибигильд беспрепятственно переправятся из Азии в Европу — в Константинополь. В 400 году Гайна захватил Константинополь. Для поправления пошатнувшегося здоровья после этого похода Гайна покидает столицу и отправляется на отдых во Фракию, но оставляет в городе своих воинов. Во время отсутствия Гайны в городе поднимается восстание, воинский гарнизон Гайны был умерщвлен. Гот и язычник Фравитта становится полководцем в войне против Гайны. В результате искусной военной стратегии Фравитты войско Гайны не смогло вернуться из Европы в Азию, как это планировал Гайна, а понесло значительные потери и было вынуждено уйти во внутреннюю Фракию. Во Фракии Гайна пересёк Дунай, намереваясь попасть и свою страну и провести там остаток жизни. Ульдис, вождь гуннов решил порадовать Римского императора, прогнал Гайну и после нескольких сражений между гуннами и готами, последние потерпели поражение, Гайна был убит в битве. Трибигильд погиб в одной из битв с гуннами, причём раньше Гайны. Об этом пишет историк Евнапий Сардский: «Гайна и Аргивол (Трибигильд)… один шел вперед… другой следовал за ним. Один не оплакивал другого… Он лежал убитый; некому было и схоронить его».